# GOOD LUCK!! オリジナル・サウンドトラック
GOOD LUCK!! オリジナル・サウンドトラックは、TBS系列で2003年1月～3月までに放送されたテレビドラマ『GOOD LUCK!!』の、オリジナルサウンドトラック。
オリコンチャートの最高位は33位、登場回数は11回だった。

## 収録曲
1. No doubt
  - 作曲:佐藤直紀、編曲:佐藤直紀
2. Departure
  - 作曲:佐藤直紀、編曲:佐藤直紀
3. To The Sky
  - 作詞:JIN、作曲:佐藤直紀、作曲:JIN、編曲:佐藤直紀
4. TKO
  - 作曲:佐藤直紀、編曲:佐藤直紀
5. Passage
  - 作曲:佐藤直紀、編曲:佐藤直紀
6. The Keys
  - 作曲:佐藤直紀、編曲:佐藤直紀
7. RASTA You Know!?
  - 作曲:佐藤直紀、編曲:佐藤直紀
8. In a jam
  - 作曲:佐藤直紀、編曲:佐藤直紀
9. Soave
  - 作曲:佐藤直紀、編曲:佐藤直紀
10. pop70.(alt. version)
  - 作曲:佐藤直紀、編曲:佐藤直紀
11. Departure(alt.version)
  - 作曲:佐藤直紀、編曲:佐藤直紀
12. Past event
  - 作曲:佐藤直紀、編曲:佐藤直紀
13. Out of one's mind
  - 作曲:佐藤直紀、編曲:佐藤直紀
14. pop70.
  - 作曲:佐藤直紀、編曲:佐藤直紀
15. RIDE ON TIME(pf.version)
  - 作曲:山下達郎、編曲:佐藤直紀